# Eugeniusz Lewacki
Eugeniusz Lewacki (Cracovia, Polonia, 24 de enero de 1926-25 de marzo de 2025) fue un jugador de Hockey sobre hielo polaco que jugó en la posición de centro.

## Carrera

### Club
| Periodo   | Club              |
| --------- | ----------------- |
| 1946-1953 | KTH Krynica       |
| 1954-1955 | Gwardia Bydgoszcz |
| 1956-1957 | KTH Krynica       |

### Selección nacional
Representó a Polonia en dos ediciones de los Juegos Olímpicos de Invierno, en Sankt Moritz 1948 finalizó en sexto lugar entre nueve equipos, y en Oslo 1952 repitió el sexto lugar.

## Logros
- Campeonato Polaco de Hockey sobre Hielo (1): 1950

## Distinciones
- Recipiente de la Cruz de los Caballeros de la Orden de Polonia Restituta en 2004.[4]
- Medalla de oro del Comité Olímpico Polaco en 2004.[5]
- Medalla de oro de la Federación Polaca de Hockey sobre Hielo en 1989.[4]